# 瓦尔德埃施
瓦尔德埃施是德国莱茵兰-普法尔茨州的一个市镇。总面积3.34平方公里，总人口2182人，其中男性1064人，女性1118人（2011年12月31日），人口密度653人/平方公里。